# Juhan Parts
Juhan Parts (nacido el 27 de agosto de 1966) es un político estonio que fue primer ministro de Estonia de 2003 a 2005 y ministro de Asuntos Económicos y Comunicaciones de 2007 a 2014. Juhan Parts es miembro del partido Isamaa.

## Educación
Nacido en Tallin, Juhan Parts completó la escuela secundaria Gustav Adolf Grammar en Tallin (entonces Tallinn Secondary School No. 1). Posteriormente, estudió derecho en la Universidad de Tartu en Tartu, Estonia.

## Carrera
Después de completar su educación universitaria, Parts se unió instantáneamente al Ministerio de Justicia. Como aliado del Viceministro Mihkel Oviir, fue nombrado Auditor General en la primavera de 1998. Ocupó este cargo hasta 2002. Desde este cargo prácticamente impecable, único en la Constitución de Estonia, criticó con frecuencia al gobierno y se convirtió en una figura popular en la política de Estonia.
Parts se convirtió en el presidente de un nuevo partido, llamado Res Publica, que fue fundamental para comenzar. Es un partido sin ideología, en gran parte tecnocrático, que puede describirse como un partido económicamente liberal de jóvenes administradores. Res Publica fue miembro de la organización del Partido Popular Europeo.
En las elecciones de Riigikogu (Parlamento estonio) en 2003, Parts ganó sorprendentemente una mayoría entre los partidos del centro a la derecha, y como resultado, fue encargado de formar una nueva coalición gubernamental y alcanzar el cargo de primer ministro de Estonia. El nuevo gobierno asumió el cargo el 10 de abril de 2003.
El 24 de marzo de 2005, Parts dejó el cargo de primer ministro después de que pasara en el Riigikogu un voto de desconfianza contra el ministro de Justicia Ken-Marti Vaher. Vaher había establecido un sistema de cuotas de cuántos funcionarios públicos tenían que ser procesados cada año (por condado), lo que es visto como una reminiscencia de las purgas estalinistas por muchos estonios, una medida que Parts había respaldado.
El mandato de Parts como primer ministro finalizó oficialmente el 12 de abril de 2005 cuando el Riigikogu confirmó a su sucesor Andrus Ansip.
En las elecciones parlamentarias de 2015, Parts fue reelegido para el parlamento con 4.208 votos individuales.

## Vida personal
Ha estado casado con la jueaz Merle Parts y tiene un hijo, Toomas-Hendrik, y una hija, Pille-Riin, de ese matrimonio. Actualmente está casado con Daisy Tauk, una abogada.